# Orquesta de Louisville
La Orquesta de Louisville (del inglés: Louisville Orchestra) es la orquesta principal de Louisville, Kentucky, y es una parte central de la vida cultural de esta ciudad estadounidense. Fue establecida en 1937 por Robert Whitney y Charles R. Farnsley, el alcalde de Louisville. 

## Historia
La Orquesta de Louisville emplea a unos 71 músicos de tiempo completo, y ofrece una variedad de series de conciertos a la comunidad, incluyendo programas de música clásica con artistas internacionales, interpretaciones de música popular, y programas educativos y conciertos familiares. Conocida previamente como la Sociedad Filarmónica de Louisville (Louisville Philharmonic Society), la orquesta también toca para el Ballet de Louisville y la Ópera de Kentucky, y da varios conciertos alrededor de la región de Kentucky e Indiana.
La orquesta da sus interpretaciones clásicas en Whitney Hall, una sala de conciertos que se encuentra dentro del Kentucky Center for the Arts. Los conciertos de música popular se dan en el Louisville Palace. Otros programas se presentan en el Brown Theater.
Entre otras cosas, la orquesta se reconoce internacionalmente por sus interpretaciones de música contemporánea de compositores prometedores.
La Orquesta de Louisville ha tocado para muchos eventos prestigiosos, incluyendo “Un Festival para las Artes” en la Casa Blanca, el Festival de Música en el Kennedy Center, “Grandes Orquestas del Mundo” en Carnegie Hall, y fue de viaje a México, D.F. 
En 2001 la Orquesta de Louisville recibió el Premio Leonard Bernstein por Excelencia en Programación Educativa, presentado anualmente por ASCAP y la Liga de Orquestas Sinfónicas Americanas a una orquesta en Norteamérica. La Orquesta de Louisville ha ganado diecinueve premios ASCAP por Programación Aventurera de Música Contemporánea. 
La Orquesta también ganó una beca del Fondo Aaron Copland para la Música y otra de la Fundación Nacional para las Artes, para ayudar con la producción, la fabricación, y el marketing de sus históricas grabaciones de sus colecciones First Editions Recordings.

## Directores
- Robert Whitney (1937-1967)
- Jorge Mester (1967-1979)
- Akira Endo (1980-1982)
- Lawrence Leighton Smith (1983-1994)
- Max Bragado-Darman (1994-1998)
- Uriel Segal (1998-2004)
- Raymond Leppard (2004-2006) consejero artístico
- Jorge Mester (2006-presente)